# は
は або ハ (/ha/; МФА: [ha] • [hä]; укр. ха) — склад в японській мові, один зі знаків японської силабічної абетки кана. Становить 1 мору. Розміщується у комірці 1-го рядка 6-го стовпчика таблиці ґодзюон.
Має похідні:
- дзвінкі звуки — ば або バ (/ba/; МФА: [ba] • [bä]; укр. ба);
- напівдзвінкі звуки — ぱ або パ (/pa/; МФА: [pa] • [pä]; укр. па).

## Короткі відомості

### Опис
Фонема сучасної японської мови. Складається з одного приголосного звука та одного неогубленого голосного середнього ряду низького піднесення /а/ (あ). Приголосні бувають різними залежно від типу.
| Глухий глотальний щілинний:      |  | /h/ → | は | [ha] | (основний звук) |
| Дзвінкий губно-губний проривний: |  | /b/ → | ば | [ba] | (похідний звук) |
| Глухий губно-губний проривний:   |  | /p/ → | ぱ | [pa] | (похідний звук) |

До IX століття знак は вимовлявся як [pa], У X—XVI століттях — як [ɸa], а з XVII століття і по сьогодні — як [ha].
Крім цього, в історичному використанні кани знак は читався як [ha] лише на початку слова; в решті випадків він вимовлявся як わ — [ɰa].
У сучасній японській мові звук [ɰa] передається лише знаком わ. Виняток становить граматична частка предметного відмінка, що передається на письмі як は, а вимовляється як [ɰa].

### Порядок
Місце у системах порядку запису кани:
- Порядок ґодзюону: 26.
- Порядок іроха: 3. Між ろ і に.

### Абетки
- Хіраґана: は

Походить від скорописного написання ієрогліфа 波 (ха, хвиля).
- Катакана: ハ

Походить від скорописного написання ієрогліфа 八 (хаті, вісім).
- Манйоґана: 八 • 方 • 芳 • 房 • 半 • 伴 • 倍 • 泊 • 波 • 婆 • 破 • 薄 • 播 • 幡 • 羽 • 早 • 者 • 速 • 葉 • 歯

### Транслітерації

#### は
- Кирилиця:
Система Поліванова: ХА (ха).
Альтернативні системи: ХА (ха).
- Латинка
Система Хепберна: HA (ha).
Японська система: HA (ha).
JIS X 4063: ha
Айнська система: HA (ha).

#### ば
- Кирилиця:
Система Поліванова: БА (ба).
Альтернативні системи: БА (ба)
- Латинка
Система Хепберна: BA (ba).
Японська система: BA (ba).
JIS X 4063: ba
Айнська система: BA (ba).

#### ぱ
- Кирилиця:
Система Поліванова: ПА (па).
Альтернативні системи: ПА (па)
- Латинка
Система Хепберна: PA (pa).
Японська система: PA (pa).
JIS X 4063: pa
Айнська система: PA (pa).

### Інші системи передачі
- Шрифт Брайля:
| ●－ －－ ●● |
- Радіоабетка: ХАґакі но ХА (はがきのハ; «ха» поштівки)
- Абетка Морзе: −・・・